# Phase finale de la Ligue Europa Conférence 2023-2024
Navigation
Phase de groupes Finale
La phase finale de l'édition 2023-2024 de la Ligue Europa Conférence commence le 15 février 2024 avec la phase aller des barrages et se termine le 29 mai 2024 avec la finale au Stade Agia Sophia d'Athènes afin de décider du vainqueur de la compétition.
Un total de vingt-quatre équipes y prend part.

## Calendrier
Tous les tirages au sort ont lieu au quartier général de l'UEFA à Nyon en Suisse.
| Phase                                                  | Tirage au sort                 | Date aller                     | Date retour                    | Équipes participantes  |
| ------------------------------------------------------ | ------------------------------ | ------------------------------ | ------------------------------ | ---------------------- |
| Barrages                                               | 18 décembre 2023               | 15 février 2024                | 22 février 2024                | 16 (8 + 8)             |
| Huitièmes de finale                                    | 23 février 2024                | 7 mars 2024                    | 14 mars 2024                   | 16 (8 + 8 barragistes) |
| Quarts de finale                                       | 15 mars 2024                   | 11 avril 2024                  | 18 avril 2024                  | 8                      |
| Demi-finales                                           | 15 mars 2024                   | 2 mai 2024                     | 9 mai 2024                     | 4                      |
| Finale                                                 | mercredi 29 mai 2024 à Athènes | mercredi 29 mai 2024 à Athènes | mercredi 29 mai 2024 à Athènes | 2                      |
| en italique : clubs repêchés de la Ligue des champions |                                |                                |                                |                        |

## Barrages de la phase à élimination directe
Les deuxièmes de la phase de groupes de la Ligue Europa Conférence, rejoints par les huit équipes ayant terminé troisièmes de leur groupe en Ligue Europa, participent aux barrages de la phase à élimination directe de la Ligue Europa Conférence. Les huit premiers de la phase de groupes de la Ligue Europa Conférence, quant à eux, commencent leur phase finale par les huitièmes de finale.
Deux équipes d'une même association nationale ne peuvent pas se rencontrer en barrage. Le tirage au sort a lieu le 18 décembre 2023 à Nyon. Les deuxièmes de groupe, têtes de série, jouent leur match retour à domicile.
| Groupe | 2e de groupe        | 3e de groupe de Ligue Europa |
| ------ | ------------------- | ---------------------------- |
| A      | Slovan Bratislava   | Olympiakós                   |
| B      | KAA La Gantoise     | Ajax Amsterdam               |
| C      | Dinamo Zagreb       | Real Betis                   |
| D      | FK Bodø/Glimt       | Sturm Graz                   |
| E      | Legia Varsovie      | Union saint-gilloise         |
| F      | Ferencváros TC      | Maccabi Haïfa                |
| G      | Eintracht Francfort | Servette FC                  |
| H      | Ludogorets Razgrad  | Molde FK                     |

Les matchs aller se jouent le 15 février 2024 tandis que les matchs retour se déroulent le 22 février 2024. Les clubs repéchés de la Ligue Europa joueront le match aller à domicile. Les clubs ayant fini 2e des groupes de Ligue Europa Conférence joueront le match retour à domicile.
| Équipe               | Aller | Total | Retour  | Équipe              |
| -------------------- | ----- | ----- | ------- | ------------------- |
| Sturm Graz           | 4 - 1 | 5 - 1 | 1 - 0   | Slovan Bratislava   |
| Servette FC          | 0 - 0 | 1 - 0 | 1 - 0   | Ludogorets Razgrad  |
| Union saint-gilloise | 2 - 2 | 4 - 3 | 2 - 1   | Eintracht Francfort |
| Real Betis           | 0 - 1 | 1 - 2 | 1 - 1   | Dinamo Zagreb       |
| Olympiakós           | 1 - 0 | 2 - 0 | 1 - 0   | Ferencváros TC      |
| Ajax Amsterdam       | 2 - 2 | 4 - 3 | 2 - 1ap | FK Bodø/Glimt       |
| Molde FK             | 3 - 2 | 6 - 2 | 3 - 0   | Legia Varsovie      |
| Maccabi Haïfa        | 1 - 0 | 2 - 1 | 1 - 1   | KAA La Gantoise     |

| 15 février 2024 | Sturm Graz                                                                                            | 4 - 1   | Slovan Bratislava                      | Stadion Graz-Liebenau, Graz                                                   |                                                                               |
| 18h45 CET       | ( Horvat) Biereth 4e · ( Affengruber) Stanković 27e · Kiteishvili 64e (pen.) · ( Horvat) Camara 90+1e | (2 - 1) | 8e Rodrigues (Zmrhal )                 | Spectateurs : 12 817 Arbitrage : Mohammed Al-Hakim Arbitre vidéo : Fedayi San | Spectateurs : 12 817 Arbitrage : Mohammed Al-Hakim Arbitre vidéo : Fedayi San |
| 18h45 CET       | Gazibegović 77e                                                                                       | Rapport | 44e Zmrhal · 77e Rodrigues · 78e Weiss | Spectateurs : 12 817 Arbitrage : Mohammed Al-Hakim Arbitre vidéo : Fedayi San | Spectateurs : 12 817 Arbitrage : Mohammed Al-Hakim Arbitre vidéo : Fedayi San |

| 22 février 2024 | Slovan Bratislava                           | 0 - 1   | Sturm Graz                 | Tehelné pole, Bratislava                                                 |                                                                          |
| 21h00 CET       |                                             | (0 - 0) | 52e Biereth (Affengruber ) | Spectateurs : 19 870 Arbitrage : Orel Grinfeld Arbitre vidéo : Ziv Adler | Spectateurs : 19 870 Arbitrage : Orel Grinfeld Arbitre vidéo : Ziv Adler |
| 21h00 CET       | Strelec 45+4e · Kashia 54e · Blackman 90+2e | Rapport | 62e Lavalée                | Spectateurs : 19 870 Arbitrage : Orel Grinfeld Arbitre vidéo : Ziv Adler | Spectateurs : 19 870 Arbitrage : Orel Grinfeld Arbitre vidéo : Ziv Adler |

| 15 février 2024 | Servette FC                                | 0 - 0   | Ludogorets Razgrad | Stade de Genève, Genève                                                     |                                                                             |
| 18h45 CET       |                                            | (0 - 0) |                    | Spectateurs : 13 847 Arbitrage : Filip Glova Arbitre vidéo : Marco Di Bello | Spectateurs : 13 847 Arbitrage : Filip Glova Arbitre vidéo : Marco Di Bello |
| 18h45 CET       | Mazikou 25e · Ondoua 37e · Guillemenot 54e | Rapport | 81e Sonko Sundberg | Spectateurs : 13 847 Arbitrage : Filip Glova Arbitre vidéo : Marco Di Bello | Spectateurs : 13 847 Arbitrage : Filip Glova Arbitre vidéo : Marco Di Bello |

| 22 février 2024 | Ludogorets Razgrad                   | 0 - 1   | Servette FC                         | Ludogorets Arena, Razgrad                                                   |                                                                             |
| 18h45 CET       |                                      | (0 - 1) | 6e Cognat                           | Spectateurs : 6 487 Arbitrage : Aliyar Aghayev Arbitre vidéo : Alper Ulusoy | Spectateurs : 6 487 Arbitrage : Aliyar Aghayev Arbitre vidéo : Alper Ulusoy |
| 18h45 CET       | Vidal 13e · Piotrowski 77e · Son 89e | Rapport | 5e Cognat · 31e Bolla · 45e Mazikou | Spectateurs : 6 487 Arbitrage : Aliyar Aghayev Arbitre vidéo : Alper Ulusoy | Spectateurs : 6 487 Arbitrage : Aliyar Aghayev Arbitre vidéo : Alper Ulusoy |

| 15 février 2024 | Union saint-gilloise                               | 2 - 2   | Eintracht Francfort                 | RSC Anderlecht Stadium, Anderlecht                                          |                                                                             |
| 18h45 CET       | ( Amoura) Rasmussen 31e · ( Rasmussen) Nilsson 68e | (1 - 2) | 3e Chaïbi · 10e Kalajdžić (Chaïbi ) | Spectateurs : 9 015 Arbitrage : Craig Pawson Arbitre vidéo : Stuart Attwell | Spectateurs : 9 015 Arbitrage : Craig Pawson Arbitre vidéo : Stuart Attwell |
| 18h45 CET       | Burgess 26e · Vanhoutte 35e, 78e · Lindner 90+4e   | Rapport | 4e Tuta · 82e Buta · 85e Chaïbi     | Spectateurs : 9 015 Arbitrage : Craig Pawson Arbitre vidéo : Stuart Attwell | Spectateurs : 9 015 Arbitrage : Craig Pawson Arbitre vidéo : Stuart Attwell |

| 22 février 2024 | Eintracht Francfort                    | 1 - 2   | Union saint-gilloise               | Frankfurt Stadion, Francfort-sur-le-Main                                   |                                                                            |
| 21h00 CET       | ( Chaïbi) Dina-Ebimbe 87e              | (0 - 0) | 47e Puertas (Amoura ) · 80e Eckert | Spectateurs : 57 300 Arbitrage : Espen Eskås Arbitre vidéo : Rob Dieperink | Spectateurs : 57 300 Arbitrage : Espen Eskås Arbitre vidéo : Rob Dieperink |
| 21h00 CET       | Buta 20e · Trapp 76e · Dina-Ebimbe 89e | Rapport | 76e Amoura · 87e Machida           | Spectateurs : 57 300 Arbitrage : Espen Eskås Arbitre vidéo : Rob Dieperink | Spectateurs : 57 300 Arbitrage : Espen Eskås Arbitre vidéo : Rob Dieperink |

| 15 février 2024 | Real Betis                             | 0 - 1   | Dinamo Zagreb             | Stade Benito-Villamarín, Séville                                                 |                                                                                  |
| 21h00 CET       |                                        | (0 - 0) | 76e (pen.) Petković       | Spectateurs : 25 091 Arbitrage : Mykola Balakin Arbitre vidéo : Maurizio Mariani | Spectateurs : 25 091 Arbitrage : Mykola Balakin Arbitre vidéo : Maurizio Mariani |
| 21h00 CET       | Diao 80e · Pezzella 90+1e · José 90+1e | Rapport | 81e Baturina · 82e Špikić | Spectateurs : 25 091 Arbitrage : Mykola Balakin Arbitre vidéo : Maurizio Mariani | Spectateurs : 25 091 Arbitrage : Mykola Balakin Arbitre vidéo : Maurizio Mariani |

| 22 février 2024 | Dinamo Zagreb       | 1 - 1   | Real Betis                | Stade Maksimir, Zagreb                                                   |                                                                          |
| 18h45 CET       | ( Hoxha) Kaneko 59e | (0 - 1) | 38e Bakambu (Ruibal )     | Spectateurs : 18 082 Arbitrage : Urs Schnyder Arbitre vidéo : Fedayi San | Spectateurs : 18 082 Arbitrage : Urs Schnyder Arbitre vidéo : Fedayi San |
| 18h45 CET       | Petković 40e        | Rapport | 56e Ruibal · 69e Carvalho | Spectateurs : 18 082 Arbitrage : Urs Schnyder Arbitre vidéo : Fedayi San | Spectateurs : 18 082 Arbitrage : Urs Schnyder Arbitre vidéo : Fedayi San |

| 15 février 2024 | Olympiakós                      | 1 - 0   | Ferencváros TC                               | Stade Karaïskakis, Le Pirée                                               |                                                                           |
| 18h45 CET       | ( Rodinei) El Kaabi 83e         | (0 - 0) |                                              | Spectateurs : 30 300 Arbitrage : Glenn Nyberg Arbitre vidéo : Marco Fritz | Spectateurs : 30 300 Arbitrage : Glenn Nyberg Arbitre vidéo : Marco Fritz |
| 18h45 CET       | Alexandrópoulos 51e · Carmo 61e | Rapport | 37e Makreckis · 77e Wingo · 90e Ben Romdhane | Spectateurs : 30 300 Arbitrage : Glenn Nyberg Arbitre vidéo : Marco Fritz | Spectateurs : 30 300 Arbitrage : Glenn Nyberg Arbitre vidéo : Marco Fritz |

| 22 février 2024 | Ferencváros TC           | 0 - 1   | Olympiakós          | Ferencváros Stadion, Budapest                                                  |                                                                                |
| 21h00 CET       |                          | (0 - 1) | 45e (pen.) El Kaabi | Spectateurs : 21 057 Arbitrage : Clément Turpin Arbitre vidéo : Jérôme Brisard | Spectateurs : 21 057 Arbitrage : Clément Turpin Arbitre vidéo : Jérôme Brisard |
| 21h00 CET       | Varga 42e · Abu Fani 87e | Rapport |                     | Spectateurs : 21 057 Arbitrage : Clément Turpin Arbitre vidéo : Jérôme Brisard | Spectateurs : 21 057 Arbitrage : Clément Turpin Arbitre vidéo : Jérôme Brisard |

| 15 février 2024 | Ajax Amsterdam                        | 2 - 2   | FK Bodø/Glimt                     | Johan Cruyff Arena, Amsterdam                                                |                                                                              |
| 21h00 CET       | van den Boomen 90+1e · Berghuis 90+7e | (0 - 1) | 16e 64e Grønbæk (Hauge ) (Evjen ) | Spectateurs : 52 267 Arbitrage : António Nobre Arbitre vidéo : Tiago Martins | Spectateurs : 52 267 Arbitrage : António Nobre Arbitre vidéo : Tiago Martins |
| 21h00 CET       | Gooijer 85e · Henderson 87e           | Rapport | 37e Moe · 90e Bjørtuft            | Spectateurs : 52 267 Arbitrage : António Nobre Arbitre vidéo : Tiago Martins | Spectateurs : 52 267 Arbitrage : António Nobre Arbitre vidéo : Tiago Martins |

| 22 février 2024 | FK Bodø/Glimt                                               | 1 - 2 ap              | Ajax Amsterdam                        | Aspmyra Stadion, Bodø                                                                |                                                                                      |
| 18h45 CET       | ( Hauge) Berg 83e                                           | (0 - 1, 1 - 1, 1 - 1) | 34e Berghuis (Brobbey ) · 114e Taylor | Spectateurs : 7 885 Arbitrage : Tasos Sidiropoulos Arbitre vidéo : Angelos Evangelou | Spectateurs : 7 885 Arbitrage : Tasos Sidiropoulos Arbitre vidéo : Angelos Evangelou |
| 18h45 CET       | Grønbæk 58e, 66e · Žugelj 79e · Gundersen 90+1e · Evjen 96e | Rapport               | 48e Šutalo · 58e Rensch · 79e Ramaj   | Spectateurs : 7 885 Arbitrage : Tasos Sidiropoulos Arbitre vidéo : Angelos Evangelou | Spectateurs : 7 885 Arbitrage : Tasos Sidiropoulos Arbitre vidéo : Angelos Evangelou |

| 15 février 2024 | Molde FK                                                               | 3 - 2   | Legia Varsovie                        | Aker Stadion, Molde                                                       |                                                                           |
| 18h45 CET       | ( Linnes) ( Kaasa) Gulbrandsen 12e 19e · ( Eriksen) Kaasa 24e          | (3 - 0) | 64e Josué · 71e Augustyniak (Elitim ) | Spectateurs : 3 996 Arbitrage : Enea Jorgji Arbitre vidéo : Luca Pairetto | Spectateurs : 3 996 Arbitrage : Enea Jorgji Arbitre vidéo : Luca Pairetto |
| 18h45 CET       | Eriksen 58e · Hagelskjær 70e · Hestad 82e · Linnes 90e · Ødegård 90+2e | Rapport | 85e Elitim · 90+3e Josué              | Spectateurs : 3 996 Arbitrage : Enea Jorgji Arbitre vidéo : Luca Pairetto | Spectateurs : 3 996 Arbitrage : Enea Jorgji Arbitre vidéo : Luca Pairetto |

| 22 février 2024 | Legia Varsovie               | 0 - 3   | Molde FK                                             | Stade du maréchal Józef Piłsudski, Varsovie                                  |                                                                              |
| 21h00 CET       |                              | (0 - 2) | 2e 67e Gulbrandsen (Kaasa ) · 20e Hestad             | Spectateurs : 27 459 Arbitrage : Harm Osmers Arbitre vidéo : Robert Schröder | Spectateurs : 27 459 Arbitrage : Harm Osmers Arbitre vidéo : Robert Schröder |
| 21h00 CET       | Elitim 26e · Augustyniak 56e | Rapport | 28e Kaasa · 47e Gulbrandsen · 71e Haugan · 74e Løvik | Spectateurs : 27 459 Arbitrage : Harm Osmers Arbitre vidéo : Robert Schröder | Spectateurs : 27 459 Arbitrage : Harm Osmers Arbitre vidéo : Robert Schröder |

| 15 février 2024 | Maccabi Haïfa             | 1 - 0   | KAA La Gantoise | Bozsik Aréna, Budapest                                                     |                                                                            |
| 21h00 CET       | ( Podgoreanu) Pierrot 65e | (0 - 0) |                 | Spectateurs : 1 274 Arbitrage : William Collum Arbitre vidéo : David Coote | Spectateurs : 1 274 Arbitrage : William Collum Arbitre vidéo : David Coote |
| 21h00 CET       | Kandil 57e · Feingold 76e | Rapport | 90+3e De Sart   | Spectateurs : 1 274 Arbitrage : William Collum Arbitre vidéo : David Coote | Spectateurs : 1 274 Arbitrage : William Collum Arbitre vidéo : David Coote |

| 21 février 2024 | KAA La Gantoise | 1 - 1   | Maccabi Haïfa                                  | KAA Gent Stadium, Gand                                                         |                                                                                |
| 18h00 CET       | Seck 69e (csc)  | (0 - 1) | 4e Pierrot (Khalaili )                         | Spectateurs : 0 (huis-clos) Arbitrage : Matej Jug Arbitre vidéo : Alen Borošak | Spectateurs : 0 (huis-clos) Arbitrage : Matej Jug Arbitre vidéo : Alen Borošak |
| 18h00 CET       |                 | Rapport | 12e, 72e Sundgren · 23e Saief · 78e Podgoreanu | Spectateurs : 0 (huis-clos) Arbitrage : Matej Jug Arbitre vidéo : Alen Borošak | Spectateurs : 0 (huis-clos) Arbitrage : Matej Jug Arbitre vidéo : Alen Borošak |

## Huitièmes de finale
Les vainqueurs de la phase de groupes de la Ligue Europa, rejoints par les huit équipes vainqueurs des barrages de la phase à élimination directe, participent aux huitièmes de finale de la Ligue Europa.
Deux équipes d'une même association nationale ne peuvent pas se rencontrer en huitièmes de finale. Cette restriction est levée ensuite à partir des quarts de finale. Le tirage au sort a lieu le 23 février 2024 à Nyon. Les huitièmes de finale se jouent le 7 mars pour les matchs aller et le 14 mars pour les matchs retour.
| Vainqueur de groupe       | Vainqueur des barrages |
| ------------------------- | ---------------------- |
| LOSC Lille (Grp. A)       | Sturm Graz             |
| Maccabi Tel-Aviv (Grp. B) | Servette FC            |
| Viktoria Plzeň (Grp. C)   | Union saint-gilloise   |
| Club Bruges (Grp. D)      | Dinamo Zagreb          |
| Aston Villa (Grp. E)      | Olympiakós             |
| ACF Fiorentina (Grp. F)   | Ajax Amsterdam         |
| PAOK Salonique (Grp. G)   | Molde FK               |
| Fenerbahçe SK (Grp. H)    | Maccabi Haïfa          |

| Équipe               | Aller | Total             | Retour   | Équipe           |
| -------------------- | ----- | ----------------- | -------- | ---------------- |
| Servette FC          | 0 - 0 | 0 - 0 (1 - 3 tab) | 0 - 0 ap | Viktoria Plzeň   |
| Ajax Amsterdam       | 0 - 0 | 0 - 4             | 0 - 4    | Aston Villa      |
| Molde FK             | 2 - 1 | 2 - 4             | 0 - 3    | Club Bruges      |
| Union saint-gilloise | 0 - 3 | 1 - 3             | 1 - 0    | Fenerbahçe SK    |
| Dinamo Zagreb        | 2 - 0 | 3 - 5             | 1 - 5    | PAOK Salonique   |
| Sturm Graz           | 0 - 3 | 1 - 4             | 1 - 1    | LOSC Lille       |
| Maccabi Haïfa        | 3 - 4 | 4 - 5             | 1 - 1    | ACF Fiorentina   |
| Olympiakós           | 1 - 4 | 7- 5              | 6 - 1 ap | Maccabi Tel-Aviv |

| 7 mars 2024 | Servette FC                                 | 0 - 0   | Viktoria Plzeň       | Stade de Genève, Genève                                                    |                                                                            |
| 21h00 CET   |                                             | (0 - 0) |                      | Spectateurs : 15 354 Arbitrage : Morten Krogh Arbitre vidéo : Jonas Hansen | Spectateurs : 15 354 Arbitrage : Morten Krogh Arbitre vidéo : Jonas Hansen |
| 21h00 CET   | Tsunemoto 41e · Guillemenot 44e · Bolla 48e | Rapport | 35e Cadu · 78e Kopic | Spectateurs : 15 354 Arbitrage : Morten Krogh Arbitre vidéo : Jonas Hansen | Spectateurs : 15 354 Arbitrage : Morten Krogh Arbitre vidéo : Jonas Hansen |

| 14 mars 2024 | Viktoria Plzeň                                  | 0 - 0 ap              | Servette FC                                                          | Stadion města Plzně, Pilsen                                                 |                                                                             |
| 18h45 CET    |                                                 | (0 - 0, 0 - 0, 0 - 0) |                                                                      | Spectateurs : 11 225 Arbitrage : William Collum Arbitre vidéo : David Coote | Spectateurs : 11 225 Arbitrage : William Collum Arbitre vidéo : David Coote |
| 18h45 CET    | Kopic 35e · Červ 82e · Jemelka 105e · Dweh 108e | Rapport               | 45e Crivelli · 68e Mazikou · 94e Rouiller · 114e Diba · 120e Baron · | Spectateurs : 11 225 Arbitrage : William Collum Arbitre vidéo : David Coote | Spectateurs : 11 225 Arbitrage : William Collum Arbitre vidéo : David Coote |
| 18h45 CET    | Chorý · Mosquera · Šulc                         | Tirs au but 3 - 1     | Stevanović · Guillemenot · Severin · Tsunemoto                       | Spectateurs : 11 225 Arbitrage : William Collum Arbitre vidéo : David Coote | Spectateurs : 11 225 Arbitrage : William Collum Arbitre vidéo : David Coote |

| 7 mars 2024 | Ajax Amsterdam                   | 0 - 0   | Aston Villa                             | Johan Cruyff Arena, Amsterdam                                              |                                                                            |
| 18h45 CET   |                                  | (0 - 0) |                                         | Spectateurs : 52 197 Arbitrage : Enea Jorgji Arbitre vidéo : Luca Pairetto | Spectateurs : 52 197 Arbitrage : Enea Jorgji Arbitre vidéo : Luca Pairetto |
| 18h45 CET   | Mannsverk 24e · Gooijer 68e, 86e | Rapport | 25e, 83e Konsa · 64e Cash · 76e Zaniolo | Spectateurs : 52 197 Arbitrage : Enea Jorgji Arbitre vidéo : Luca Pairetto | Spectateurs : 52 197 Arbitrage : Enea Jorgji Arbitre vidéo : Luca Pairetto |

| 14 mars 2024 | Aston Villa                                                      | 4 - 0   | Ajax Amsterdam     | Villa Park, Birmingham                                                    |                                                                           |
| 21h00 CET    | ( Luiz) Watkins 25e · ( Luiz) Bailey 60e · Durán 75e · Diaby 81e | (1 - 0) |                    | Spectateurs : 37 916 Arbitrage : Orel Grinfeeld Arbitre vidéo : Ziv Adler | Spectateurs : 37 916 Arbitrage : Orel Grinfeeld Arbitre vidéo : Ziv Adler |
| 21h00 CET    | Rogers 11e · Watkins 19e                                         | Rapport | 14e, 66e Mannsverk | Spectateurs : 37 916 Arbitrage : Orel Grinfeeld Arbitre vidéo : Ziv Adler | Spectateurs : 37 916 Arbitrage : Orel Grinfeeld Arbitre vidéo : Ziv Adler |

| 7 mars 2024 | Molde FK                                             | 2 - 1   | Club Bruges          | Aker Stadion, Molde                                                    |                                                                        |
| 18h45 CET   | ( Kaasa) Stenevik 43e · ( Berisha) Gulbrandsen 90+2e | (1 - 0) | 85e (pen.) De Cuyper | Spectateurs : 9 267 Arbitrage : Filip Glova Arbitre vidéo : Fedayi San | Spectateurs : 9 267 Arbitrage : Filip Glova Arbitre vidéo : Fedayi San |
| 18h45 CET   | Hagelskjær 79e                                       | Rapport |                      | Spectateurs : 9 267 Arbitrage : Filip Glova Arbitre vidéo : Fedayi San | Spectateurs : 9 267 Arbitrage : Filip Glova Arbitre vidéo : Fedayi San |

| 14 mars 2024 | Club Bruges                                                       | 3 - 0   | Molde FK        | Stade Jan Breydel, Bruges                                                     |                                                                               |
| 21h00 CET    | ( Meijer) ( Ordóñez) Skov Olsen 45+1e 48e · ( Vanaken) Skóraś 70e | (1 - 0) |                 | Spectateurs : 13 000 Arbitrage : Radu Petrescu Arbitre vidéo : Ovidiu Haţegan | Spectateurs : 13 000 Arbitrage : Radu Petrescu Arbitre vidéo : Ovidiu Haţegan |
| 21h00 CET    | De Cuyper 88e                                                     | Rapport | 88e Gulbrandsen | Spectateurs : 13 000 Arbitrage : Radu Petrescu Arbitre vidéo : Ovidiu Haţegan | Spectateurs : 13 000 Arbitrage : Radu Petrescu Arbitre vidéo : Ovidiu Haţegan |

| 7 mars 2024 | Union saint-gilloise                     | 0 - 3   | Fenerbahçe SK                                                 | RSC Anderlecht Stadium, Anderlecht                                           |                                                                              |
| 21h00 CET   |                                          | (0 - 1) | 20e Batshuayi · 84e Oosterwolde (Džeko ) · 90+4e (pen.) Tadić | Spectateurs : 13 522 Arbitrage : João Pinheiro Arbitre vidéo : Tiago Martins | Spectateurs : 13 522 Arbitrage : João Pinheiro Arbitre vidéo : Tiago Martins |
| 21h00 CET   | Amoura 45e · Machida 54e · Burgess 90+3e | Rapport | 81e Krunić                                                    | Spectateurs : 13 522 Arbitrage : João Pinheiro Arbitre vidéo : Tiago Martins | Spectateurs : 13 522 Arbitrage : João Pinheiro Arbitre vidéo : Tiago Martins |

| 14 mars 2024 | Fenerbahçe SK              | 0 - 1   | Union saint-gilloise       | Stade Şükrü Saracoğlu, Istanbul                                                           |                                                                                           |
| 18h45 CET    |                            | (0 - 0) | 68e Rasmussen ( Lapoussin) | Spectateurs : 35 605 Arbitrage : Nikola Dabanović Arbitre vidéo : Carlos del Cerro Grande | Spectateurs : 35 605 Arbitrage : Nikola Dabanović Arbitre vidéo : Carlos del Cerro Grande |
| 18h45 CET    | Yüksek 38e · Eğribayat 87e | Rapport | 87e Eckert                 | Spectateurs : 35 605 Arbitrage : Nikola Dabanović Arbitre vidéo : Carlos del Cerro Grande | Spectateurs : 35 605 Arbitrage : Nikola Dabanović Arbitre vidéo : Carlos del Cerro Grande |

| 7 mars 2024 | Dinamo Zagreb              | 2 - 0   | PAOK Salonique                          | Stade Maksimir, Zagreb                                                           |                                                                                  |
| 21h00 CET   | ( Špikić) Petković 37e 71e | (1 - 0) |                                         | Spectateurs : 18 562 Arbitrage : Aliyar Aghayev Arbitre vidéo : Sascha Stegemann | Spectateurs : 18 562 Arbitrage : Aliyar Aghayev Arbitre vidéo : Sascha Stegemann |
| 21h00 CET   | Vidović 47e · Sučić 86e    | Rapport | 62e Ozdoïev · 76e Murg · 90+2e Despodov | Spectateurs : 18 562 Arbitrage : Aliyar Aghayev Arbitre vidéo : Sascha Stegemann | Spectateurs : 18 562 Arbitrage : Aliyar Aghayev Arbitre vidéo : Sascha Stegemann |

| 14 mars 2024 | PAOK Salonique                                                                                              | 5 - 1   | Dinamo Zagreb                            | Stade de Toúmba, Thessalonique                                            |                                                                           |
| 18h45 CET    | ( Koulierákis) Rahman 27e · Sučić 33e (csc) · ( Taison) Brandon 42e · Koulierákis 72e · Živković 88e (pen.) | (3 - 0) | 49e Hoxha                                | Spectateurs : 19 701 Arbitrage : Harm Osmers Arbitre vidéo : Sören Storks | Spectateurs : 19 701 Arbitrage : Harm Osmers Arbitre vidéo : Sören Storks |
| 18h45 CET    | Koulierákis 60e · Rahman 87e                                                                                | Rapport | 14e Baturina · 87e Mišić · 90+1e Ogiwara | Spectateurs : 19 701 Arbitrage : Harm Osmers Arbitre vidéo : Sören Storks | Spectateurs : 19 701 Arbitrage : Harm Osmers Arbitre vidéo : Sören Storks |

| 7 mars 2024 | Sturm Graz   | 0 - 3   | LOSC Lille                                       | Stadion Graz-Liebenau, Graz                                                            |                                                                                        |
| 18h45 CET   |              | (0 - 1) | 28e 51e David (Bouaddi ) · 71e Zhegrova (Gomes ) | Spectateurs : 13 825 Arbitrage : Bartosz Frankowski Arbitre vidéo : Tomasz Kwiatkowski | Spectateurs : 13 825 Arbitrage : Bartosz Frankowski Arbitre vidéo : Tomasz Kwiatkowski |
| 18h45 CET   | Wüthrich 68e | Rapport | 74e Bouaddi                                      | Spectateurs : 13 825 Arbitrage : Bartosz Frankowski Arbitre vidéo : Tomasz Kwiatkowski | Spectateurs : 13 825 Arbitrage : Bartosz Frankowski Arbitre vidéo : Tomasz Kwiatkowski |

| 14 mars 2024 | LOSC Lille               | 1 - 1   | Sturm Graz    | Stade Pierre-Mauroy, Villeneuve-d'Ascq                                     |                                                                            |
| 21h00 CET    | ( Haraldsson) Santos 43e | (1 - 1) | 45+1e Biereth | Spectateurs : 17 888 Arbitrage : Matej Jug Arbitre vidéo : Nejc Kajtazovic | Spectateurs : 17 888 Arbitrage : Matej Jug Arbitre vidéo : Nejc Kajtazovic |
| 21h00 CET    | Rapport                  |         |               | Spectateurs : 17 888 Arbitrage : Matej Jug Arbitre vidéo : Nejc Kajtazovic | Spectateurs : 17 888 Arbitrage : Matej Jug Arbitre vidéo : Nejc Kajtazovic |

| 7 mars 2024 | Maccabi Haïfa                                             | 3 - 4   | ACF Fiorentina                                                                                     | Bozsik Aréna, Budapest                                                     |                                                                            |
| 21h00 CET   | Seck 12e · ( Mohamed) Kinda 29e · ( Pierrot) Khalaili 67e | (2 - 1) | 2e Nzola (Kayode ) · 58e Beltrán (Nzola ) · 73e Mandragora (Biraghi ) · 90+5e Barák (Bonaventura ) | Spectateurs : 1 589 Arbitrage : Donatas Rumšas Arbitre vidéo : David Coote | Spectateurs : 1 589 Arbitrage : Donatas Rumšas Arbitre vidéo : David Coote |
| 21h00 CET   | Mohamed 10e · Show 69e, 80e                               | Rapport | 84e Kayode · 87e Milenković                                                                        | Spectateurs : 1 589 Arbitrage : Donatas Rumšas Arbitre vidéo : David Coote | Spectateurs : 1 589 Arbitrage : Donatas Rumšas Arbitre vidéo : David Coote |

| 14 mars 2024 | ACF Fiorentina       | 1 - 1   | Maccabi Haïfa            | Stade Artemio-Franchi, Florence                                                    |                                                                                    |
| 18h45 CET    | ( Faraoni) Barák 59e | (0 - 0) | 88e Khalaili (Goldberg ) | Spectateurs : 6 738 Arbitrage : Irfan Peljto Arbitre vidéo : Juan Martínez Munuera | Spectateurs : 6 738 Arbitrage : Irfan Peljto Arbitre vidéo : Juan Martínez Munuera |
| 18h45 CET    | Belotti 90+5e        | Rapport | 16e Cornud · 79e Šimić   | Spectateurs : 6 738 Arbitrage : Irfan Peljto Arbitre vidéo : Juan Martínez Munuera | Spectateurs : 6 738 Arbitrage : Irfan Peljto Arbitre vidéo : Juan Martínez Munuera |

| 7 mars 2024 | Olympiakós                | 1 - 4   | Maccabi Tel-Aviv                                                | Stade Karaïskakis, Le Pirée                                                  |                                                                              |
| 18h45 CET   | ( Fortoúnis) El Kaabi 13e | (1 - 3) | 4e 30e Zahavi (Milson ) · 9e Shahar · 74e Peretz (Kanichowsky ) | Spectateurs : 31 054 Arbitrage : Craig Pawson Arbitre vidéo : Chris Kavanagh | Spectateurs : 31 054 Arbitrage : Craig Pawson Arbitre vidéo : Chris Kavanagh |
| 18h45 CET   | Iborra 90+2e              | Rapport | 20e Kanichowsky · 38e Shahar · 57e Mashpati · 84e Revivo        | Spectateurs : 31 054 Arbitrage : Craig Pawson Arbitre vidéo : Chris Kavanagh | Spectateurs : 31 054 Arbitrage : Craig Pawson Arbitre vidéo : Chris Kavanagh |

| 14 mars 2024 | Maccabi Tel-Aviv           | 1 - 6 ap              | Olympiakós | TSC Arena, Bačka Topola                                                       |                                                                               |
| 21h00 CET    | Zahavi 57e (pen.)          | (0 - 3, 1 - 4, 1 - 6) | 10e Podence (Fortoúnis ) · 36e Fortoúnis (Podence ) · 45+3e 65e El Kaabi (Podence ) (Ortega ) · 93e Jovetić (Rétsos ) · 103e El-Arabi (Masoúras ) | Spectateurs : 370 Arbitrage : Maurizio Mariani Arbitre vidéo : Marco Di Bello | Spectateurs : 370 Arbitrage : Maurizio Mariani Arbitre vidéo : Marco Di Bello |
| 21h00 CET    | Davida 70e · Davidzada 97e | Rapport               | 82e Fortoúnis · 97e Podence | Spectateurs : 370 Arbitrage : Maurizio Mariani Arbitre vidéo : Marco Di Bello | Spectateurs : 370 Arbitrage : Maurizio Mariani Arbitre vidéo : Marco Di Bello |

## Quarts de finale
Le tirage au sort des quarts de finale, demi-finales et finale a lieu le 15 mars 2023 à Nyon. Les quarts de finale se jouent le 11 avril pour les matchs aller, et le 18 avril pour les matchs retour.
| Équipe         | Aller | Total             | Retour   | Équipe         |
| -------------- | ----- | ----------------- | -------- | -------------- |
| Club Bruges    | 1 - 0 | 3 - 0             | 2 - 0    | PAOK Salonique |
| Olympiakós     | 3 - 2 | 3 - 3 (3 - 2 tab) | 0 - 1    | Fenerbahçe SK  |
| Aston Villa    | 2 - 1 | 3 - 3 (4 - 3 tab) | 1 - 2 ap | LOSC Lille     |
| Viktoria Plzeň | 0 - 0 | 0 - 1             | 0 - 1 ap | ACF Fiorentina |

| 11 avril 2024 | Club Bruges                                             | 1 - 0   | PAOK Salonique            | Stade Jan Breydel, Bruges                                                   |                                                                             |
| 21h00 CET     | ( Jutglà) Vetlesen 6e                                   | (1 - 0) |                           | Spectateurs : 19 917 Arbitrage : Daniel Siebert Arbitre vidéo : Marco Fritz | Spectateurs : 19 917 Arbitrage : Daniel Siebert Arbitre vidéo : Marco Fritz |
| 21h00 CET     | Thiago 25e · De Cuyper 83e · Mechele 90e · Skóraś 90+2e | Rapport | 49e Samatta · 90e Brandon | Spectateurs : 19 917 Arbitrage : Daniel Siebert Arbitre vidéo : Marco Fritz | Spectateurs : 19 917 Arbitrage : Daniel Siebert Arbitre vidéo : Marco Fritz |

| 18 avril 2024 | PAOK Salonique | 0 - 2   | Club Bruges                       | Stade de Toúmba, Thessalonique                                                  |                                                                                 |
| 21h00 CET     |                | (0 - 2) | 33e 45e Jutglà ( Sabbe) ( Skóraś) | Spectateurs : 28 700 Arbitrage : Davide Massa Arbitre vidéo : Aleandro Di Paolo | Spectateurs : 28 700 Arbitrage : Davide Massa Arbitre vidéo : Aleandro Di Paolo |
| 21h00 CET     | Rapport        |         |                                   | Spectateurs : 28 700 Arbitrage : Davide Massa Arbitre vidéo : Aleandro Di Paolo | Spectateurs : 28 700 Arbitrage : Davide Massa Arbitre vidéo : Aleandro Di Paolo |

| 11 avril 2024 | Olympiakós                                                          | 3 - 2   | Fenerbahçe SK                               | Stade Karaïskakis, Le Pirée                                                     |                                                                                 |
| 18h45 CET     | Fortoúnis 8e · ( Fortoúnis) Jovetić 32e · ( El Kaabi) Chiquinho 57e | (2 - 0) | 68e (pen.) Tadić · 74e Kahveci ( Szymański) | Spectateurs : 32 000 Arbitrage : Sandro Schärer Arbitre vidéo : Bastian Dankert | Spectateurs : 32 000 Arbitrage : Sandro Schärer Arbitre vidéo : Bastian Dankert |
| 18h45 CET     | Rétsos 67e · Masoúras 78e                                           | Rapport | 23e Kahveci · 73e Fred                      | Spectateurs : 32 000 Arbitrage : Sandro Schärer Arbitre vidéo : Bastian Dankert | Spectateurs : 32 000 Arbitrage : Sandro Schärer Arbitre vidéo : Bastian Dankert |

| 18 avril 2024 | Fenerbahçe SK                               | 1 - 0 ap              | Olympiakós                                                                                 | Stade Şükrü Saracoğlu, Istanbul                                                   |                                                                                   |
| 21h00 CET     | ( Szymański) Kahveci 11e                    | (1 - 0, 1 - 0, 1 - 0) |                                                                                            | Spectateurs : 44 040 Arbitrage : Tobias Stieler Arbitre vidéo : Christian Dingert | Spectateurs : 44 040 Arbitrage : Tobias Stieler Arbitre vidéo : Christian Dingert |
| 21h00 CET     | Szymański 94e                               | Rapport               | 36e Ortega · 60e Podence · 60e Tzolákis · 72e, 120+4e Ndoj · 90+4e Masoúras · 112e Hezze · | Spectateurs : 44 040 Arbitrage : Tobias Stieler Arbitre vidéo : Christian Dingert | Spectateurs : 44 040 Arbitrage : Tobias Stieler Arbitre vidéo : Christian Dingert |
| 21h00 CET     | Tadić · Batshuayi · Ünder · Djiku · Bonucci | Tirs au but 2 - 3     | El Kaabi · El-Arabi · Horta · Masoúras · Rodinei                                           | Spectateurs : 44 040 Arbitrage : Tobias Stieler Arbitre vidéo : Christian Dingert | Spectateurs : 44 040 Arbitrage : Tobias Stieler Arbitre vidéo : Christian Dingert |

| 11 avril 2024 | Aston Villa                                  | 2 - 1   | LOSC Lille           | Villa Park, Birmingham                                                     |                                                                            |
| 21h00 CET     | ( McGinn) Watkins 13e · ( Bailey) McGinn 56e | (1 - 0) | 84e Diakité ( Gomes) | Spectateurs : 38 638 Arbitrage : Espen Eskås Arbitre vidéo : Dennis Higler | Spectateurs : 38 638 Arbitrage : Espen Eskås Arbitre vidéo : Dennis Higler |
| 21h00 CET     | Luiz 50e                                     | Rapport |                      | Spectateurs : 38 638 Arbitrage : Espen Eskås Arbitre vidéo : Dennis Higler | Spectateurs : 38 638 Arbitrage : Espen Eskås Arbitre vidéo : Dennis Higler |

| 18 avril 2024 | LOSC Lille                                          | 2 - 1                 | Aston Villa                                                                             | Stade Pierre-Mauroy, Villeneuve-d'Ascq                                        |                                                                               |
| 18h45 CET     | ( Gudmundsson) Yazici 15e · ( Haraldsson) André 68e | (1 - 0, 2 - 1, 2 - 1) | 87e Cash                                                                                | Spectateurs : 47 093 Arbitrage : Ivan Kružliak Arbitre vidéo : Pol van Boekel | Spectateurs : 47 093 Arbitrage : Ivan Kružliak Arbitre vidéo : Pol van Boekel |
| 18h45 CET     | Bentaleb 42e · André 44e · Gomes 117e               | Rapport               | 21e Zaniolo · 39e 124e Martínez · 61e Digne · 76e Rogers · 90+1e Durán · 109e Watkins · | Spectateurs : 47 093 Arbitrage : Ivan Kružliak Arbitre vidéo : Pol van Boekel | Spectateurs : 47 093 Arbitrage : Ivan Kružliak Arbitre vidéo : Pol van Boekel |
| 18h45 CET     | Bentaleb · David · Gomes · Cabella · André          | Tirs au but 3 - 4     | Tielemans · Watkins · Cash · Bailey · Luiz                                              | Spectateurs : 47 093 Arbitrage : Ivan Kružliak Arbitre vidéo : Pol van Boekel | Spectateurs : 47 093 Arbitrage : Ivan Kružliak Arbitre vidéo : Pol van Boekel |

| 11 avril 2024 | Viktoria Plzeň                      | 0 - 0   | ACF Fiorentina | Stadion města Plzně, Pilsen                                               |                                                                           |
| 18h45 CET     |                                     | (0 - 0) |                | Spectateurs : 11 470 Arbitrage : Orel Grinfeeld Arbitre vidéo : Ziv Adler | Spectateurs : 11 470 Arbitrage : Orel Grinfeeld Arbitre vidéo : Ziv Adler |
| 18h45 CET     | Cadu 16e · Řezník 72e · Chorý 90+3e | Rapport | 90e Ikoné      | Spectateurs : 11 470 Arbitrage : Orel Grinfeeld Arbitre vidéo : Ziv Adler | Spectateurs : 11 470 Arbitrage : Orel Grinfeeld Arbitre vidéo : Ziv Adler |

| 18 avril 2024 | ACF Fiorentina                       | 2 - 0 ap              | Viktoria Plzeň                    | Stade Artemio-Franchi, Florence                                                        |                                                                                        |
| 18h45 CET     | González 92e · ( Ikoné) Biraghi 108e | (0 - 0, 0 - 0, 1 - 0) |                                   | Spectateurs : 19 418 Arbitrage : Jesús Gil Manzano Arbitre vidéo : Alejandro Hernández | Spectateurs : 19 418 Arbitrage : Jesús Gil Manzano Arbitre vidéo : Alejandro Hernández |
| 18h45 CET     | Ranieri 36e · González 92e           | Rapport               | 37e Chorý · 67e Cadu · 74e Řezník | Spectateurs : 19 418 Arbitrage : Jesús Gil Manzano Arbitre vidéo : Alejandro Hernández | Spectateurs : 19 418 Arbitrage : Jesús Gil Manzano Arbitre vidéo : Alejandro Hernández |

## Demi-finales
Les matchs aller se déroulent le 2 mai, et les matchs retour le 9 mai
| Équipe         | Aller | Total | Retour | Équipe      |
| -------------- | ----- | ----- | ------ | ----------- |
| Aston Villa    | 2 - 4 | 2 - 6 | 0 - 2  | Olympiakós  |
| ACF Fiorentina | 3 - 2 | 4 - 3 | 1 - 1  | Club Bruges |

| 2 mai 2024 | Aston Villa                                  | 2 - 4   | Olympiakós                                                        | Villa Park, Birmingham                                                    |                                                                           |
| 21h00 CET  | ( Diaby) Watkins 45+1e · ( Bailey) Diaby 52e | (1 - 2) | 16e 29e 56e (pen.) El Kaabi · ( Chiquinho) ( Podence) · 67e Hezze | Spectateurs : 41 220 Arbitrage : Marco Guida Arbitre vidéo : Paolo Valeri | Spectateurs : 41 220 Arbitrage : Marco Guida Arbitre vidéo : Paolo Valeri |
| 21h00 CET  | Diaby 83e                                    | Rapport | 83e Rodinei                                                       | Spectateurs : 41 220 Arbitrage : Marco Guida Arbitre vidéo : Paolo Valeri | Spectateurs : 41 220 Arbitrage : Marco Guida Arbitre vidéo : Paolo Valeri |

| 9 mai 2024 | Olympiakós                            | 2 - 0   | Aston Villa                             | Stade Karaïskakis, Le Pirée                              |                                                          |
| 21h00 CET  | ( Quini) ( Tzolákis) El Kaabi 10e 78e | (1 - 0) |                                         | Arbitrage : Felix Zwayer Arbitre vidéo : Bastian Dankert | Arbitrage : Felix Zwayer Arbitre vidéo : Bastian Dankert |
| 21h00 CET  | Rodinei 31e · Podence 53e · Quini 68e | Rapport | 45+5e Luiz · 73e Iroegbunam · 89e Durán | Arbitrage : Felix Zwayer Arbitre vidéo : Bastian Dankert | Arbitrage : Felix Zwayer Arbitre vidéo : Bastian Dankert |

| 2 mai 2024 | ACF Fiorentina                                    | 3 - 2   | Club Bruges                                 | Stade Artemio-Franchi, Florence                                                |                                                                                |
| 21h00 CET  | ( González) Sottil 5e · Belotti 37e · Nzola 90+1e | (2 - 1) | 17e (pen.) Vanaken · 63e Thiago ( Spileers) | Spectateurs : 27 516 Arbitrage : Michael Oliver Arbitre vidéo : Chris Kavanagh | Spectateurs : 27 516 Arbitrage : Michael Oliver Arbitre vidéo : Chris Kavanagh |
| 21h00 CET  | González 36e · Martínez Quarta 70e                | Rapport | 58e, 61e Onyedika · 85e Jackers             | Spectateurs : 27 516 Arbitrage : Michael Oliver Arbitre vidéo : Chris Kavanagh | Spectateurs : 27 516 Arbitrage : Michael Oliver Arbitre vidéo : Chris Kavanagh |

| 8 mai 2024 | Club Bruges                                                                             | 1 - 1   | ACF Fiorentina                                          | Stade Jan Breydel, Bruges                                                     |                                                                               |
| 18h45 CET  | ( Thiago) Vanaken 20e                                                                   | (1 - 0) | 85e (pen.) Beltrán                                      | Spectateurs : 26 936 Arbitrage : Halil Umut Meler Arbitre vidéo : Marco Fritz | Spectateurs : 26 936 Arbitrage : Halil Umut Meler Arbitre vidéo : Marco Fritz |
| 18h45 CET  | Ordóñez 43e · Thiago 52e · Vetlesen 62e · Odoi 72e, 90+4e · Mechele 83e · Vanaken 90+5e | Rapport | 88e Milenković · 90e Beltrán · 90+4e Dodô · 90+6e Nzola | Spectateurs : 26 936 Arbitrage : Halil Umut Meler Arbitre vidéo : Marco Fritz | Spectateurs : 26 936 Arbitrage : Halil Umut Meler Arbitre vidéo : Marco Fritz |

## Finale
La finale se déroule le 29 mai 2024 au Stade Agiá Sofiá d'Athènes en Grèce.
| Équipe     | Score    | Équipe         |
| ---------- | -------- | -------------- |
| Olympiakós | 1 - 0 ap | ACF Fiorentina |

## Tableau final
|  | Huitièmes de finale  | Huitièmes de finale  | Huitièmes de finale | Huitièmes de finale |                |                | Quarts de finale | Quarts de finale | Quarts de finale | Quarts de finale |  |  | Demi-finales | Demi-finales | Demi-finales | Demi-finales |  |  | Finale                                  | Finale | Finale | Finale |
|  |                      |                      |                     |                     |                |                |                  |                  |                  |                  |  |  |              |              |              |              |  |  |                                         |        |        |        |
|  |                      |                      |                     |                     |                |                |                  |                  |                  |                  |  |  |              |              |              |              |  |  | 29 mai 2024 - Stade Agiá Sofiá, Athènes |        |        |        |
|  | Ajax Amsterdam       | Ajax Amsterdam       | 0                   | 0                   |                |                |                  |                  |                  |                  |  |  |              |              |              |              |  |  |                                         |        |        |        |
|  | Ajax Amsterdam       | Ajax Amsterdam       | 0                   | 0                   |                |                |                  |                  |                  |                  |  |  |              |              |              |              |  |  |                                         |        |        |        |
|  | Aston Villa          | Aston Villa          | 0                   | 4                   |                |                |                  |                  |                  |                  |  |  |              |              |              |              |  |  |                                         |        |        |        |
|  | Aston Villa          | Aston Villa          | 0                   | 4                   | Aston Villa    | Aston Villa    | 2                | 1 tab(4)         |                  |                  |  |  |              |              |              |              |  |  |                                         |        |        |        |
|  |                      |                      |                     |                     | Aston Villa    | Aston Villa    | 2                | 1 tab(4)         |                  |                  |  |  |              |              |              |              |  |  |                                         |        |        |        |
|  |                      |                      | LOSC Lille          | LOSC Lille          | 1              | 2 ap(3)        |                  |                  |                  |                  |  |  |              |              |              |              |  |  |                                         |        |        |        |
|  | Sturm Graz           | Sturm Graz           | LOSC Lille          | LOSC Lille          | 1              | 2 ap(3)        | 0                | 1                |                  |                  |  |  |              |              |              |              |  |  |                                         |        |        |        |
|  | Sturm Graz           | Sturm Graz           |                     |                     |                |                |                  | 1                |                  |                  |  |  |              |              |              |              |  |  |                                         |        |        |        |
|  | LOSC Lille           | LOSC Lille           | 3                   | 1                   |                |                |                  |                  |                  |                  |  |  |              |              |              |              |  |  |                                         |        |        |        |
|  | LOSC Lille           | LOSC Lille           | 3                   | 1                   | Aston Villa    | Aston Villa    | 2                | 0                |                  |                  |  |  |              |              |              |              |  |  |                                         |        |        |        |
|  |                      |                      |                     |                     | Aston Villa    | Aston Villa    | 2                | 0                |                  |                  |  |  |              |              |              |              |  |  |                                         |        |        |        |
|  |                      |                      | Olympiakós          | Olympiakós          | 4              | 2              |                  |                  |                  |                  |  |  |              |              |              |              |  |  |                                         |        |        |        |
|  | Olympiakós           | Olympiakós           | Olympiakós          | Olympiakós          | 4              | 2              | 1                | 6 ap             |                  |                  |  |  |              |              |              |              |  |  |                                         |        |        |        |
|  | Olympiakós           | Olympiakós           |                     |                     |                |                |                  | 6 ap             |                  |                  |  |  |              |              |              |              |  |  |                                         |        |        |        |
|  | Maccabi Tel-Aviv     | Maccabi Tel-Aviv     | 4                   | 1                   |                |                |                  |                  |                  |                  |  |  |              |              |              |              |  |  |                                         |        |        |        |
|  | Maccabi Tel-Aviv     | Maccabi Tel-Aviv     | 4                   | 1                   | Olympiakós     | Olympiakós     | 3                | 0 tab(3)         |                  |                  |  |  |              |              |              |              |  |  |                                         |        |        |        |
|  |                      |                      |                     |                     | Olympiakós     | Olympiakós     | 3                | 0 tab(3)         |                  |                  |  |  |              |              |              |              |  |  |                                         |        |        |        |
|  |                      |                      | Fenerbahçe SK       | Fenerbahçe SK       | 2              | 1 ap(2)        |                  |                  |                  |                  |  |  |              |              |              |              |  |  |                                         |        |        |        |
|  | Union saint-gilloise | Union saint-gilloise | Fenerbahçe SK       | Fenerbahçe SK       | 2              | 1 ap(2)        | 0                | 1                |                  |                  |  |  |              |              |              |              |  |  |                                         |        |        |        |
|  | Union saint-gilloise | Union saint-gilloise |                     |                     |                |                |                  | 1                |                  |                  |  |  |              |              |              |              |  |  |                                         |        |        |        |
|  | Fenerbahçe SK        | Fenerbahçe SK        | 3                   | 0                   |                |                |                  |                  |                  |                  |  |  |              |              |              |              |  |  |                                         |        |        |        |
|  | Fenerbahçe SK        | Fenerbahçe SK        | 3                   | 0                   | Olympiakós     | Olympiakós     | 1 ap             | 1 ap             |                  |                  |  |  |              |              |              |              |  |  |                                         |        |        |        |
|  |                      |                      |                     |                     | Olympiakós     | Olympiakós     | 1 ap             | 1 ap             |                  |                  |  |  |              |              |              |              |  |  |                                         |        |        |        |
|  |                      |                      | ACF Fiorentina      | ACF Fiorentina      | 0              | 0              |                  |                  |                  |                  |  |  |              |              |              |              |  |  |                                         |        |        |        |
|  | Servette FC          | Servette FC          | ACF Fiorentina      | ACF Fiorentina      | 0              | 0              | 0                | 0 ap(1)          |                  |                  |  |  |              |              |              |              |  |  |                                         |        |        |        |
|  | Servette FC          | Servette FC          |                     |                     |                |                |                  | 0 ap(1)          |                  |                  |  |  |              |              |              |              |  |  |                                         |        |        |        |
|  | Viktoria Plzeň       | Viktoria Plzeň       | 0                   | 0 tab(3)            |                |                |                  |                  |                  |                  |  |  |              |              |              |              |  |  |                                         |        |        |        |
|  | Viktoria Plzeň       | Viktoria Plzeň       | 0                   | 0 tab(3)            | Viktoria Plzeň | Viktoria Plzeň | 0                | 0                |                  |                  |  |  |              |              |              |              |  |  |                                         |        |        |        |
|  |                      |                      |                     |                     | Viktoria Plzeň | Viktoria Plzeň | 0                | 0                |                  |                  |  |  |              |              |              |              |  |  |                                         |        |        |        |
|  |                      |                      | ACF Fiorentina      | ACF Fiorentina      | 0              | 2 ap           |                  |                  |                  |                  |  |  |              |              |              |              |  |  |                                         |        |        |        |
|  | Maccabi Haïfa        | Maccabi Haïfa        | ACF Fiorentina      | ACF Fiorentina      | 0              | 2 ap           | 3                | 1                |                  |                  |  |  |              |              |              |              |  |  |                                         |        |        |        |
|  | Maccabi Haïfa        | Maccabi Haïfa        |                     |                     |                |                |                  | 1                |                  |                  |  |  |              |              |              |              |  |  |                                         |        |        |        |
|  | ACF Fiorentina       | ACF Fiorentina       | 4                   | 1                   |                |                |                  |                  |                  |                  |  |  |              |              |              |              |  |  |                                         |        |        |        |
|  | ACF Fiorentina       | ACF Fiorentina       | 4                   | 1                   | ACF Fiorentina | ACF Fiorentina | 3                | 1                |                  |                  |  |  |              |              |              |              |  |  |                                         |        |        |        |
|  |                      |                      |                     |                     | ACF Fiorentina | ACF Fiorentina | 3                | 1                |                  |                  |  |  |              |              |              |              |  |  |                                         |        |        |        |
|  |                      |                      | Club Bruges         | Club Bruges         | 2              | 1              |                  |                  |                  |                  |  |  |              |              |              |              |  |  |                                         |        |        |        |
|  | Molde FK             | Molde FK             | Club Bruges         | Club Bruges         | 2              | 1              | 2                | 0                |                  |                  |  |  |              |              |              |              |  |  |                                         |        |        |        |
|  | Molde FK             | Molde FK             |                     |                     |                |                |                  | 0                |                  |                  |  |  |              |              |              |              |  |  |                                         |        |        |        |
|  | Club Bruges          | Club Bruges          | 1                   | 3                   |                |                |                  |                  |                  |                  |  |  |              |              |              |              |  |  |                                         |        |        |        |
|  | Club Bruges          | Club Bruges          | 1                   | 3                   | Club Bruges    | Club Bruges    | 1                | 2                |                  |                  |  |  |              |              |              |              |  |  |                                         |        |        |        |
|  |                      |                      |                     |                     | Club Bruges    | Club Bruges    | 1                | 2                |                  |                  |  |  |              |              |              |              |  |  |                                         |        |        |        |
|  |                      |                      | PAOK Salonique      | PAOK Salonique      | 0              | 0              |                  |                  |                  |                  |  |  |              |              |              |              |  |  |                                         |        |        |        |
|  | Dinamo Zagreb        | Dinamo Zagreb        | PAOK Salonique      | PAOK Salonique      | 0              | 0              | 2                | 1                |                  |                  |  |  |              |              |              |              |  |  |                                         |        |        |        |
|  | Dinamo Zagreb        | Dinamo Zagreb        |                     |                     |                |                |                  | 1                |                  |                  |  |  |              |              |              |              |  |  |                                         |        |        |        |
|  | PAOK Salonique       | PAOK Salonique       | 0                   | 5                   |                |                |                  |                  |                  |                  |  |  |              |              |              |              |  |  |                                         |        |        |        |
|  | PAOK Salonique       | PAOK Salonique       | 0                   | 5                   |                |                |                  |                  |                  |                  |  |  |              |              |              |              |  |  |                                         |        |        |        |
|  |                      |                      |                     |                     |                |                |                  |                  |                  |                  |  |  |              |              |              |              |  |  |                                         |        |        |        |